# منتخب الصومال للباندي
منتخب الصومال الوطني للباندي هو ممثل الصومال الرسمي في المنافسات الدولية في الباندي في فئة الباندي للرجال.